# Vĩnh Bình Nam
Vĩnh Bình Nam là một xã thuộc huyện Vĩnh Thuận, tỉnh Kiên Giang, Việt Nam.

## Địa lý
Xã Vĩnh Bình Nam nằm ở phía đông bắc huyện Vĩnh Thuận, có vị trí địa lý:
- Phía đông giáp xã Phong Đông
- Phía tây giáp xã Bình Minh
- Phía nam giáp thị trấn Vĩnh Thuận
- Phía bắc giáp tỉnh Bạc Liêu và xã Vĩnh Bình Bắc.

Xã Vĩnh Bình Nam có diện tích 45,65 km², dân số năm 2020 là 9.260 người, mật độ dân số đạt 203 người/km².

## Hành chính
Xã Vĩnh Bình Nam được chia thành 5 ấp: Bình Phong, Bình Thành, Bời Lời A, Hòa Thành, Tân Phong.

## Lịch sử
Về mặt hành chính của Việt Nam Cộng hòa, xã thuộc quận Kiến Long, tỉnh Chương Thiện. Xã được chính quyền Mặt trận Dân tộc Giải phóng miền Nam Việt Nam thành lập năm 1966 trên cơ sở chia tách xã Vĩnh Bình, huyện Vĩnh Thuận, tỉnh Kiên Giang, thành xã Vĩnh Bình Nam và Vĩnh Bình.
Sau ngày 30 tháng 4 năm 1975, xã vẫn giữ nguyên địa giới cũ thuộc huyện Vĩnh Thuận, tỉnh Kiên Giang.
Ngày 10 tháng 10 năm 1981, Hội đồng Bộ trưởng ban hành Quyết định 109-HĐBT về việc:
- Sáp nhập ấp Bình Minh Bắc của xã Vĩnh Bình Bắc vào xã Vĩnh Bình Nam
- Chia xã Vĩnh Bình Nam thành bốn xã lấy tên là xã Vĩnh Bình Nam, xã Bình Thành, xã Bình Điền và xã Bình Minh.

Ngày 24 tháng 5 năm 1988, Hội đồng Bộ trưởng ban hành Quyết định 92-HĐBT về việc tách 1 ấp của xã Bình Điền và toàn bộ xã Bình Thành vào xã Vĩnh Bình Nam.
Ngày 31 tháng 5 năm 1991, Ban Tổ chức Chính phủ ban hành Quyết định số 288-TCCP về việc giải thể xã Bình Minh nhập vào các xã Vĩnh Hoà, Vĩnh Bình Nam, Vĩnh Bình Bắc.
Ngày 29 tháng 6 năm 2009, Chính phủ ban hành Nghị quyết số 29/NQ-CP về việc thành lập xã Bình Minh trên cơ sở điều chỉnh 3.095,54 ha diện tích tự nhiên và 6.400 nhân khẩu của xã Vĩnh Bình Nam.
Xã Vĩnh Bình Nam còn lại 4.461,36 ha diện tích tự nhiên và 10.953 nhân khẩu.

## Kinh tế - xã hội
Nền kinh tế của xã chủ yếu là nông nghiệp, ngoài ra những năm gần đây nông dân xã có áp dụng mô hình nuôi tôm sú xen canh với lúa nước mang lại hiệu quả cao, góp phần làm giảm hộ nghèo, đời sống người dân từng bước được cải thiện.

### Giáo dục
Xã có 2 trường đạt chuẩn quốc gia năm 2012 là:
- Trường THCS Vĩnh Bình Nam 1
- Trường tiểu học Vĩnh Bình Nam 4.

### Y tế
Xã hiện nay có một trạm y tế để phục vụ nhu cầu khám chữa bệnh cho bà con trong xã.